# Mark A. Carleton

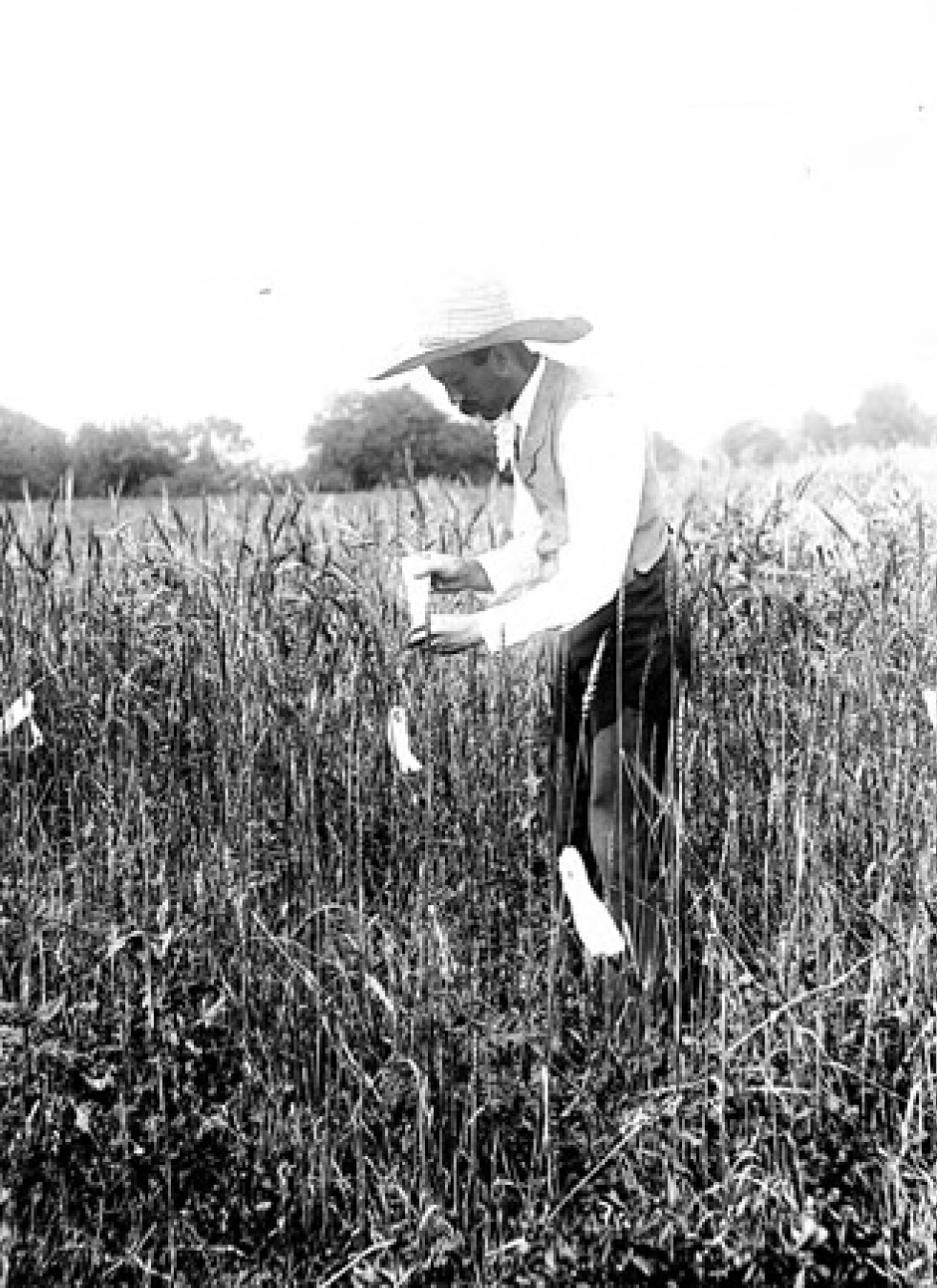
Carleton anno 1899

Mark Alfred Carleton (* 7. März 1866 in der Nähe von Jerusalem, Monroe County, Ohio; † 25. April 1925 in Paita, Peru) war ein amerikanischer Agronom, Phytopathologe und Mykologe. In den ersten beiden Jahrzehnten des 20. Jahrhunderts forcierte er im Wheat Belt den Anbau sibirischer rostpilzresistenter Hartweizensorten. Im Jahr 1908 war Carleton Präsident der American Society of Agronomy. Der Agrarwissenschaftler war Träger des Ritterkreuzes des französischen Verdienstordens Ordre du Mérite agricole.

## Leben und Wirken
Die Eltern waren aus Pennsylvania zunächst nach Ohio gekommen und übernahmen 1876 eine Farm im Cloud County, Kansas. Carleton studierte 1884–1887 in Manhattan (Kansas) Agronomie. Er absolvierte die Kansas State University und erforschte anschließend unter Albert Spear Hitchcock Rostpilz-Vorkommen an Getreide. Während seiner Untersuchungen hatte Carleton beobachtet, wie Mennoniten – allerdings ohne Erfolg – sibirische Weizensorten in den USA heimisch machen wollten. Also lernte Carleton Russisch, begab sich 1898 im Auftrag des United States Department of Agriculture (er war seit 1894 dort beschäftigt) nach Sibirien und brachte 1899 die Sorte Kubanca mit nach Hause.
1919 wurde der Weizen in Kansas beinahe hundertprozentig aus Carletonschen Saatgut angebaut. 1918 war der erfolgreiche Agronom aus dem Department of Agriculture ausgeschieden. In seinen letzten Lebensjahren arbeitete Carleton in Mittel- und Südamerika für die United Fruit Company. 1925 starb er in Peru an Malaria.

## Familie
Carleton hatte am 29. Dezember 1897 Amanda Elizabeth Faught aus Kingman (Kansas) geheiratet. Das Paar bekam vier Kinder.

## Mitgliedschaften
- Botanical Society of America[4]
- American Phytopathological Society[5]
- American Genetic Association[6]
- Kansas Academy of Science[7]
- American Association for the Advancement of Science